# Kolāhābād
Kolāhābād (persiska: کلاه آباد, Qāsemābād) är en ort i Iran.   Den ligger i provinsen Kerman, i den sydöstra delen av landet, 1 000 km sydost om huvudstaden Teheran. Kolāhābād ligger 592 meter över havet och antalet invånare är 358.
Terrängen runt Kolāhābād är platt.Runt Kolāhābād är det glesbefolkat, med 17 invånare per kvadratkilometer. Närmaste större samhälle är Posht Lor, 12,7 km norr om Kolāhābād. Trakten runt Kolāhābād består till största delen av jordbruksmark.